# 卢集镇
卢集镇，是中华人民共和国江苏省宿迁市泗阳县下辖的一个乡镇级行政单位。2020年7月，撤销卢集镇、高渡镇，设立新的卢集镇。以原卢集镇、高渡镇的行政区域为卢集镇行政区域。

## 行政区划
卢集镇下辖以下地区：
卢集社区、薜嘴村、镇东村、范家湖村、陈洼村、郝桥村、张顾村、成河村、新庄村、桂嘴村、谷嘴村和潘集村。